# INORI (SEKAI NO OWARIのシングル)
『INORI』（イノリ）は、日本のバンド・SEKAI NO OWARIのメジャー1作目、通算3作目のシングル。2011年8月17日にトイズファクトリーから発売された。

## 概要
前作『天使と悪魔/ファンタジー』から約9ヶ月ぶりとなるシングル。
今作はメジャーデビューシングルとなったほか、今作からバンド名を漢字表記からローマ字表記に改名している。
バンド初のトリプルA面シングルで、深瀬、中島、藤崎の3名が制作に参加している。
ジャケットは、見る角度を変えることで「SEKAI NO OWARI」の文字から「INORI」の部分だけが浮かび上がる仕様になっている。

### ミュージックビデオ
CDのリリースに先駆け、8月15日にミュージック・ビデオがレーベルのYouTubeチャンネルにて公開された。「『INORI』という作品は3曲が1つとなって、1つの作品である」というメンバーの意向から、収録されている3曲をミックスしたものとなっている。主演はDJ LOVEが担当し、監督は須藤カンジが務めた。
「花鳥風月」ではメンバーがノスタルジックなお祭りを背景に演奏するものとなっていて、「不死鳥」ではピエロのお面をかぶった少年の動作をモーフィングでデフォルメした映像。「Never Ending World」は、ストリングスを招いたレコーディングの風景をドキュメンタリーとして記録したもので、それぞれ異なる表現手法を用いて、それぞれの世界観を1コーラスずつ切り取って作られている。
この作品は「SPACE SHOWER MUSIC VIDEO AWARDS 2011」の候補にノミネートされたが、受賞は逃した。

## 収録内容
| 全編曲: SEKAI NO OWARI。 |                        |           |           |                                |       |
| #                        | タイトル               | 作詞      | 作曲      |                                | 時間  |
| 1.                       | 「花鳥風月」           | 藤崎彩織  | 深瀬慧    |                                | 4:39  |
| 2.                       | 「不死鳥」             | 深瀬慧    | 中島真一  |                                | 5:50  |
| 3.                       | 「Never Ending World」 | 深瀬慧    | 藤崎彩織  | ストリングス・アレンジ: 今野均 | 4:31  |
| 合計時間:                | 合計時間:              | 合計時間: | 合計時間: | 合計時間:                      | 15:00 |

## 楽曲解説
1. 花鳥風月
  - 藤崎が初めて作詞を手掛けた楽曲。歌詞にはclub EARTHで共同生活を送っていた時期、アルバム『EARTH』制作後に多忙でメンバー間で会話している時間が少なくなったことで感じた喪失による不安と葛藤が描かれている[6]。
2. 不死鳥
  - 深瀬が「すごいラブソングを書きたい」と思い、頭の中で映画のようなシナリオを想像しながら、2009年に半年間掛けて書いた楽曲。リリース以前に、ライブ『世界の終わり 秋のワンマンツアー2010』の東京公演で披露されている。制作当初の音源から後にBメロだけメロウな感じに作り直しており、中島は「ラブソングのラブソングたるロマンチックな感じを演出できた」と語っている[6]。
3. Never Ending World
  - 東日本大震災を受けて制作された、マイナースケールの楽曲。震災の翌日に制作されていて、マイナースケールで制作されたのは「世界平和」以来2作目となる。藤崎曰く「心が冷静ではなく、衝動で書き上げたようなところがあったため、どうしてもメジャースケールにならなかった」という[3]。

## 参加ミュージシャン
SEKAI NO OWARI
- 中島真一：Sound Produce & Guitar & Vocal
- 深瀬慧：Vocal & Guitar
- 藤崎彩織：Piano
- LOVE：DJ

Additional Musician
- 今野均：Violin (#3)
- 押鐘貴之：Violin (#3)
- 岡部磨知：Violin (#3)
- 田島朗子：Violin (#3)
- 入江茜：Violin (#3)
- 氏川恵美子：Violin (#3)
- 梶谷裕子：Violin (#3)
- 岡部憲：Violin (#3)
- 山岸千恵：Violin (#3)
- 石橋尚子：Violin (#3)
- 大沼幸江：Viola (#3)
- 島岡智子：Viola (#3)
- 笠原あやの：Cello (#3)
- 岩永知樹：Cello (#3)

## 収録アルバム
- ENTERTAINMENT (#1 ~ 3)
- SEKAI NO OWARI 2010-2019 (#1, 2)